# Дзордзор
Дзордзор (арм. Ծոր Ծոր, также известный как арм. Ծործորի վանք, Дзордзорский монастырь, арм. Ծոր Ծորի Սուրբ Աստվածածնի մատուռ, часовня Пресвятой Богородицы и Дзор дзор) — армянский монастырь, от которого сохранилась лишь часовня Пресвятой Богородицы (Сурб Аствацацин) X века (по другим данным XIV века). Занесен в список объектов Всемирного наследия ЮНЕСКО наряду с монастырями Святого Фаддея и Святого Степаноса, являясь выдающимся примером армянской архитектуры и декоративного искусства. Расположен в уезде Маку, в провинции Западный Азербайджан Ирана, на реке Зангмар, недалеко от деревни Барон (бывшая провинция Артаз Великой Армении).

## История
Расцвет монастыря пришелся на XIV век, прежде чем он был заброшен и разрушен в начале XVII века, когда шах Аббас I решил вытеснить местных армян во времена правления династии Сефевидов (1501—1736). Завораживающее здание этой святой часовни было завершено в X веке и монастырь имел большое влияние в XIV веке как образовательный и теологический центр, а также стал одним из важных центров армянской каллиграфии в Иране.
Поскольку весь регион находился в арене непрерывных войн, особенно во время длительных войн между Персией и Османской империей, армяне региона рассеялись по разным местам, небольшое количество оставшихся постепенно ассимилировалось с местным населением, и, в результате, с 1680-х годов перестал существовать Дзордзорский монастырь. А по окончании русско-персидской войны и после Туркманчайского договора, большая часть армянского населения Артазского района мигрировала и Дзордзор оставался совершенно заброшенным и забытым до 1987 года.
В 1987—1988 годах министерство энергетики Ирана приняло решение о строительстве плотины Маку для орошения сельскохозяйственных угодий на реке Зангмар. Поскольку это действие поставило бы монастырь под угрозу, при содействии Организации культурного наследия, ремесел и туризма, Министерства энергетики и с согласия Армянского прелатства Тебриза, монастырь был перенесен в более безопасное место.
Перенос занял около 25 дней, в течение которых каждый камень церкви был пронумерован и перенесен на 600 метров дальше и на 110 метров выше первоначального места. Поскольку некоторые части церкви были разрушены или погребены под грузом грунта, использованного в процессе строительства плотины, для реконструкции были использованы новые камни того же типа, но другого цвета.

## Устройство
Архитектура этого исторического здания, построенного в устье ущелья, имеет крестообразную форму и, как и другие армянские церкви того времени, состоит из полированных камней разного размера и раствора. Фасад часовни очень прост, украшения с фальшколоннами присутствуют только вокруг окон и световых проёмов. В церкви есть металлическая дверь с армянскими надписями и изображением креста. Здание увенчано куполом, в основании которого установлены световые проёмы.

## Галерея

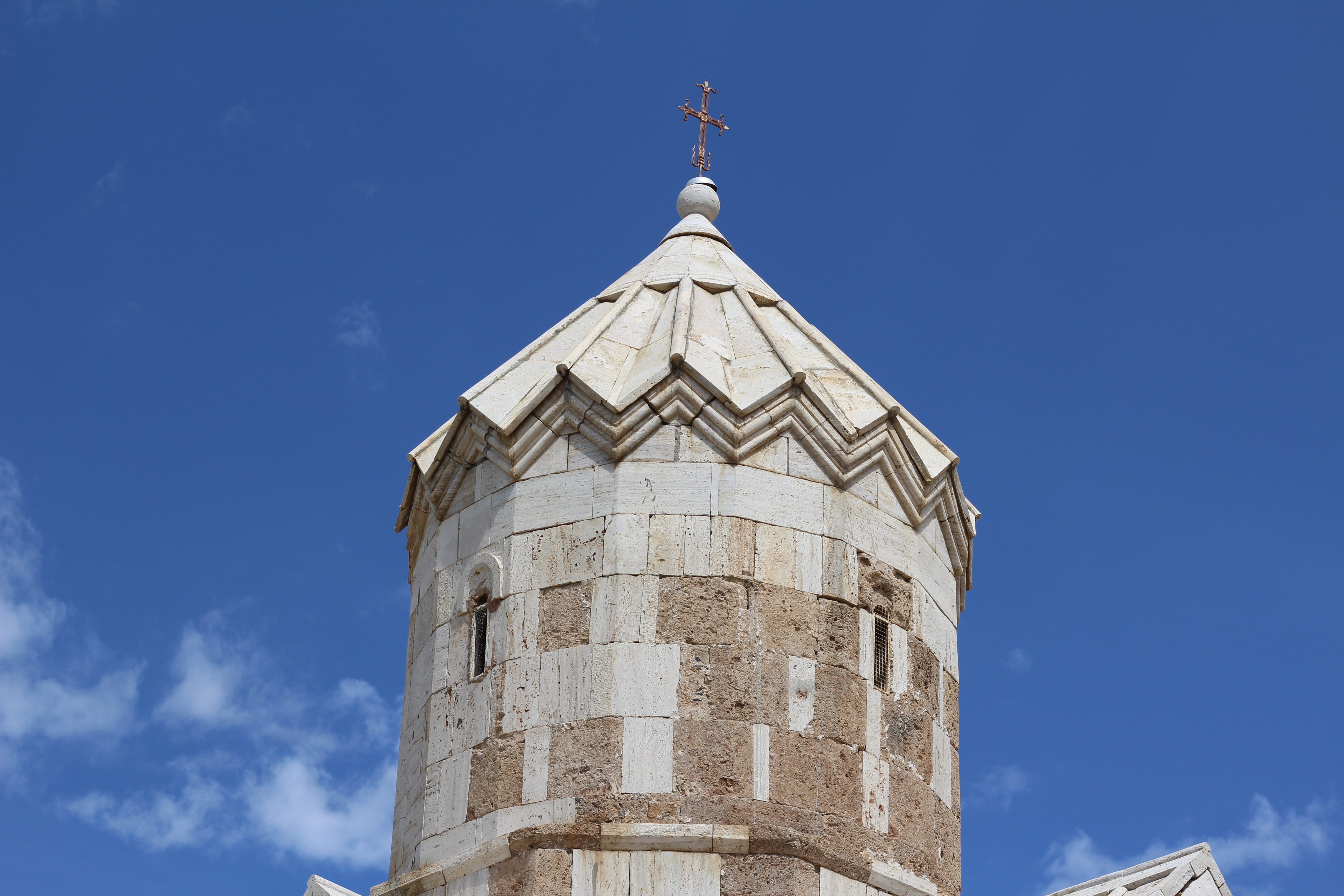
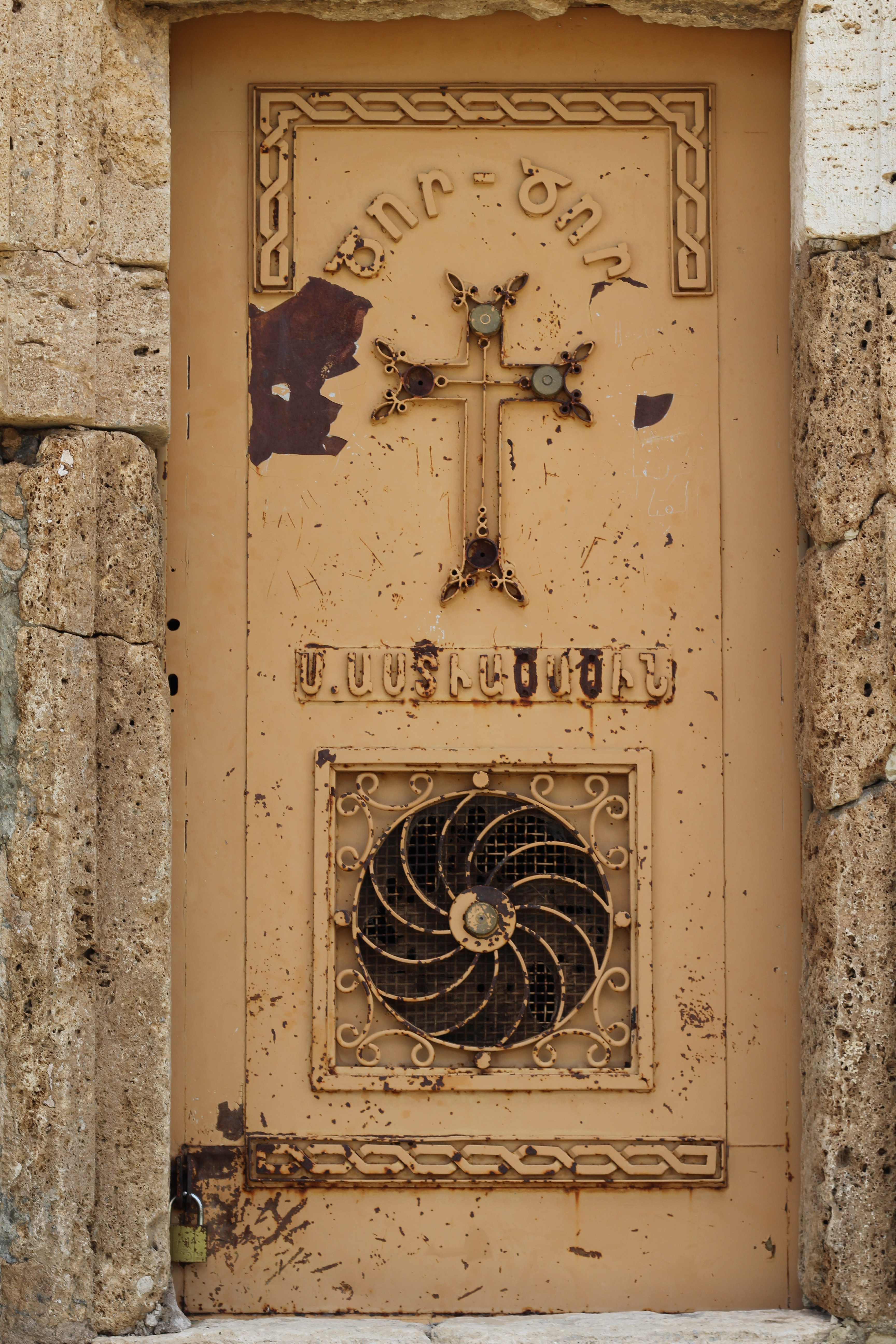
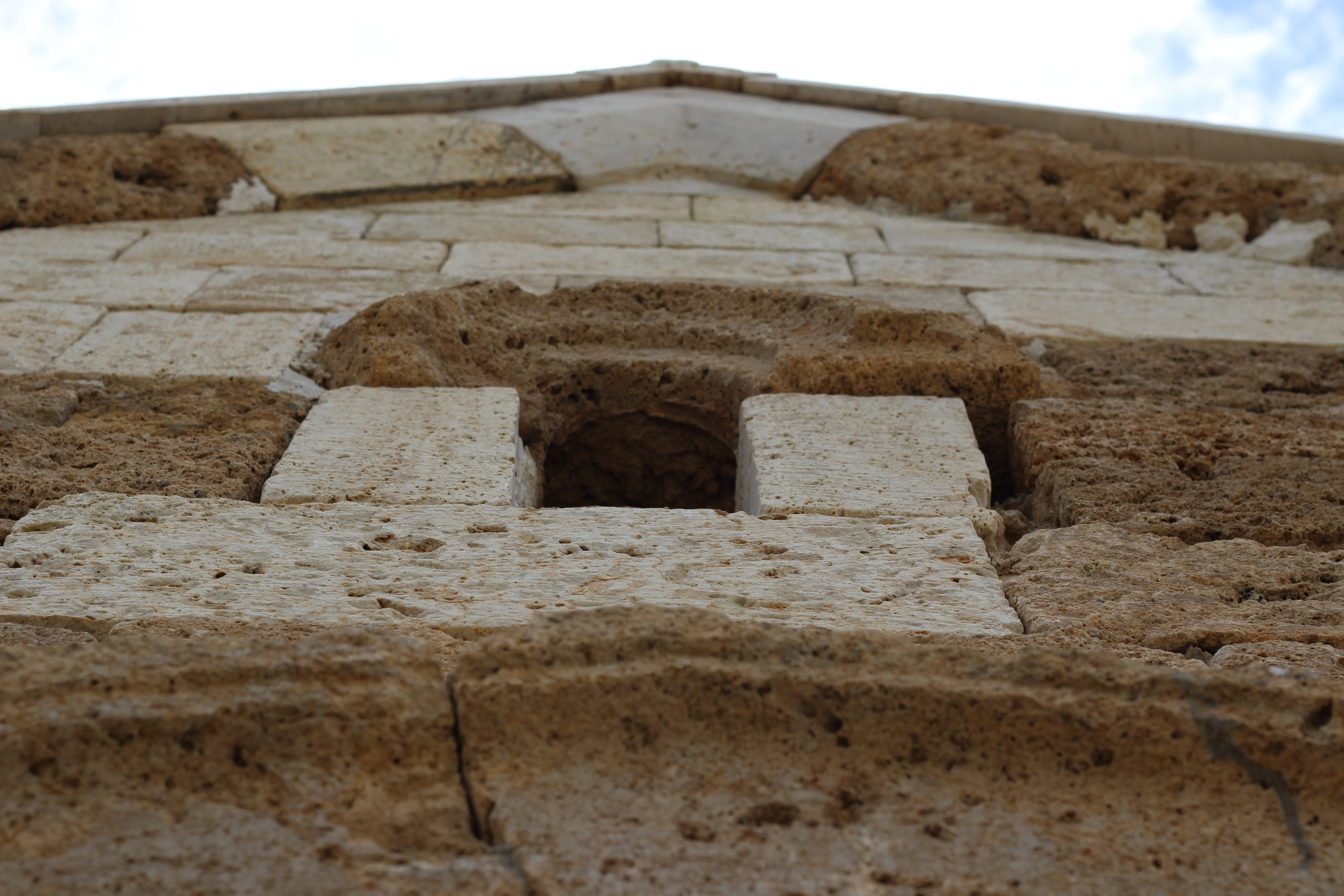
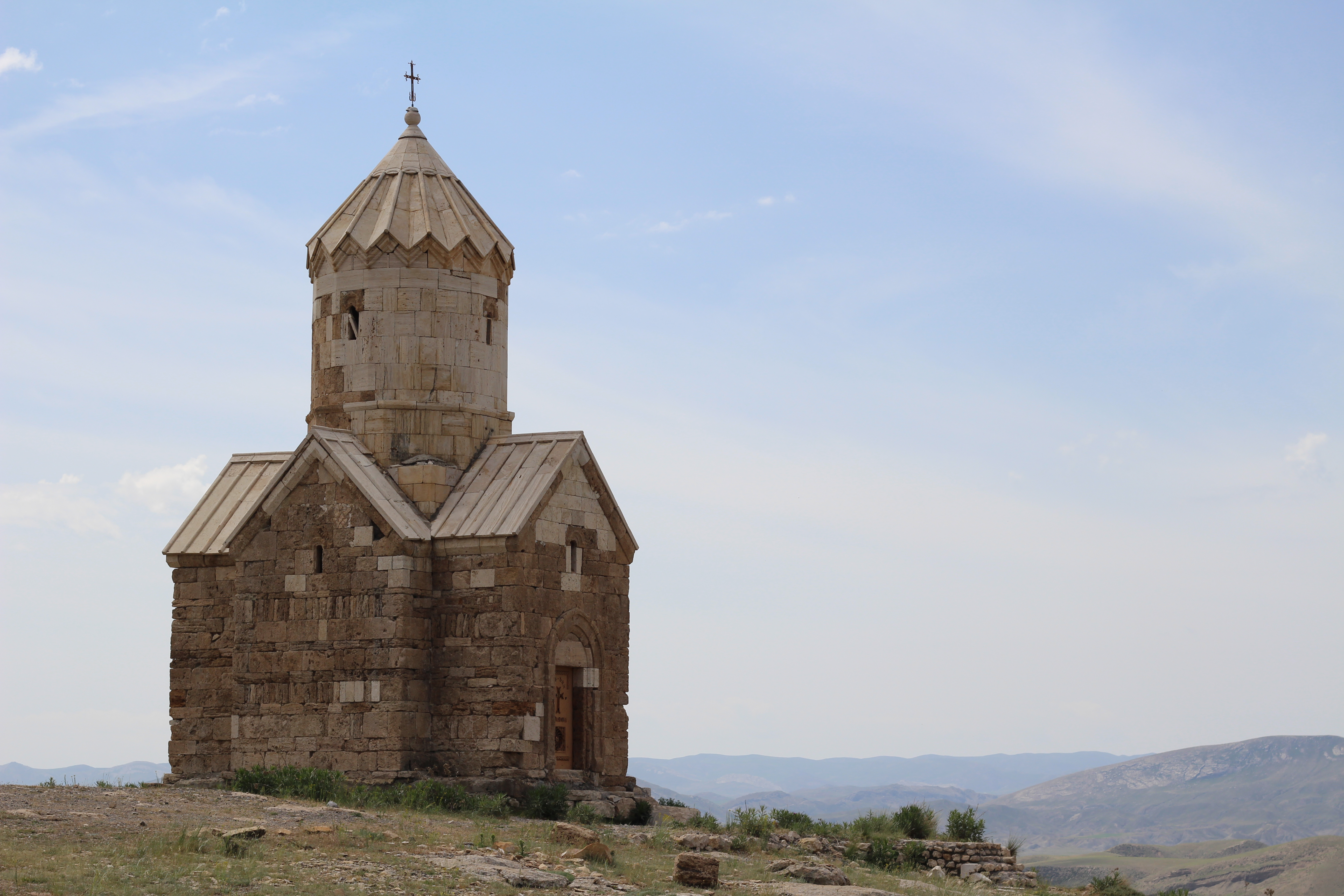
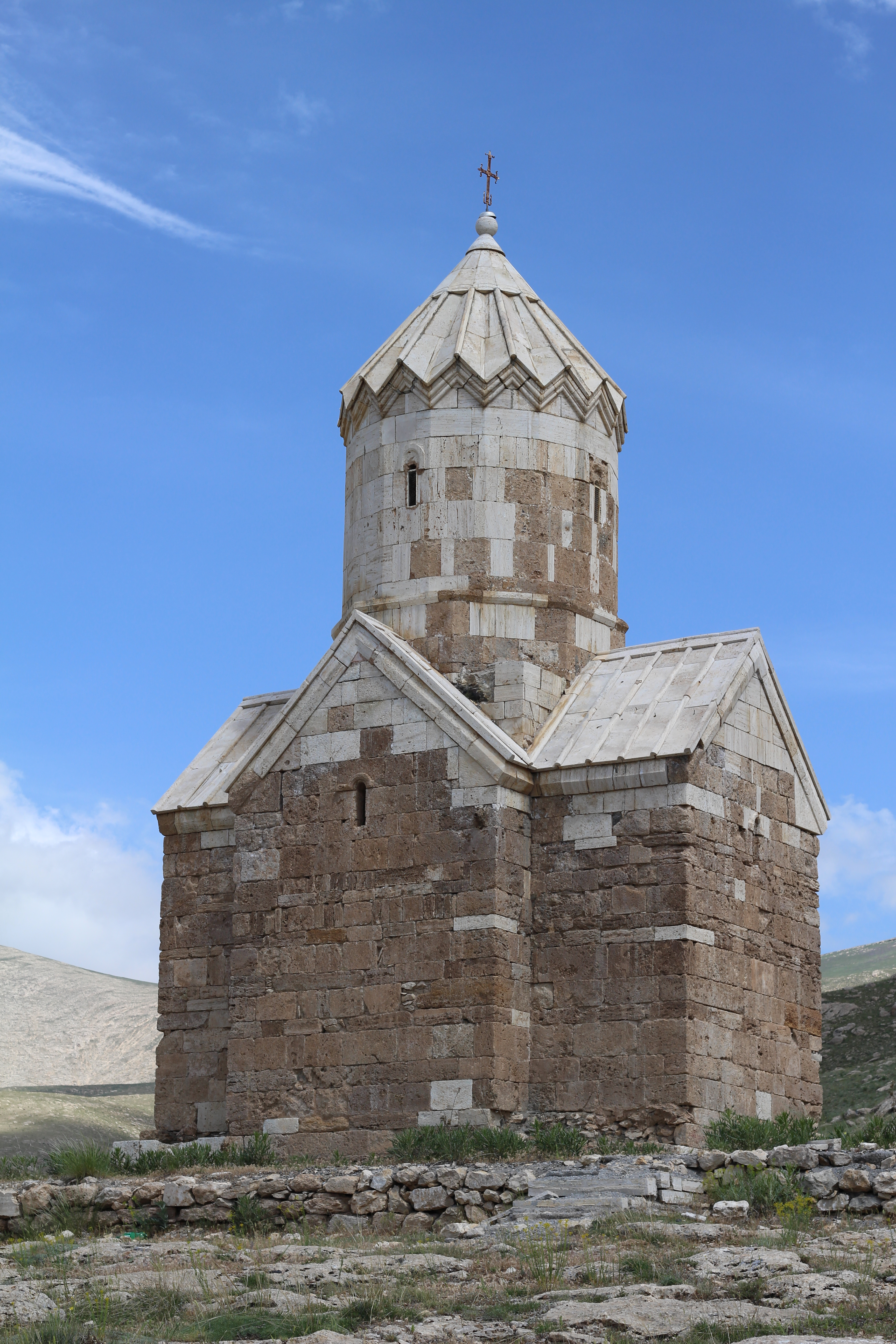
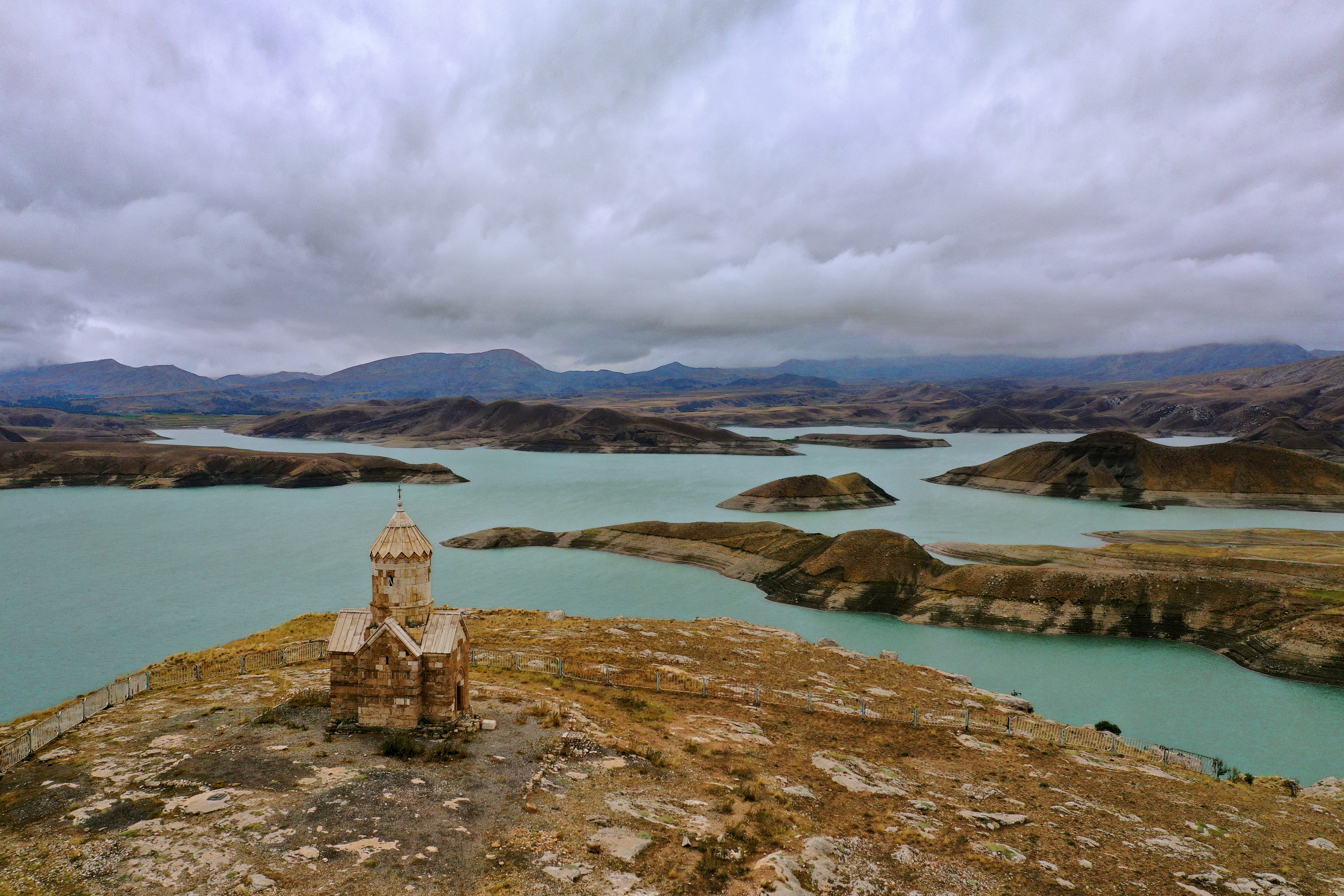
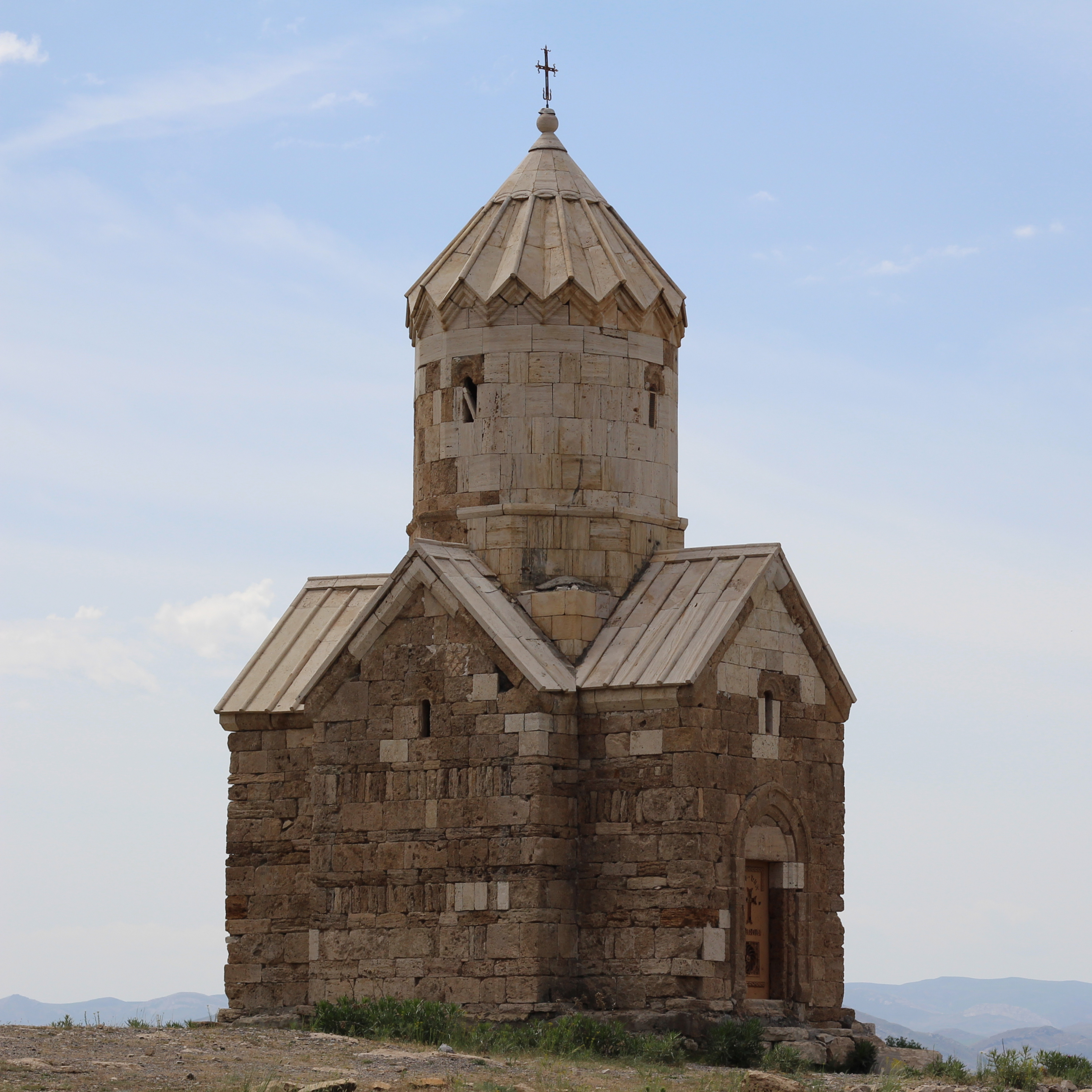